# Vlag van Gifu

Vlag van Gifu (ratio 2:3)

De prefecturale vlag van Gifu bestaat uit een wit vlak met een groen gestileerd kanji 岐 [gi] (wat "berg Qi" in China betekent) in het groene ring. Dit embleem drukt vrede en harmonie uit. Het groene kleurenschema vertegenwoordigt de schoonheid van de natuur in de prefectuur. De prefecturale vlag werd op 10 augustus 1932 aangenomen.